# František Hladěna
František Hladěna (14. července 1903 Praha – 20. června 1942 Pardubice) byl motocyklový závodník a odbojář z období druhé světové války, spolupracovník výsadku Silver A.

## Život

### Před druhou světovou válkou
František Hladěna se narodil 14. července 1903 v Praze na Letné. Po studiích začal pracovat u pražského výrobce motocyků J. F. Kocha, krátce pracoval i u firmy Itar. Do Pardubic jezdil za svým strýcem a nakonec zde i zakotvil, když si zde v roce 1926 zřídil motodílnu a převzal zastoupení motocyklů Scott, Ariel, Lewis a Grizzly. Stroje poslední zmiňované značky se začaly v roce 1926 vyrábět i v Pardubicích a František Hladěna se stal jejich zajížděčem. Od toho nebylo daleko k závodění. Jeho prvním počinem byl závod Zbraslav-Jíloviště, kde skončil na Grizzly 250 cm³ na druhém místě. V roce 1929 jel Hradeckou hvězdicovou jízdu a také Závod na Kunětickou horu. Společně s Adolfem Trnkou založil závod na travnaté dráze pardubického dostihového závodiště, kterému dal název Zlatá přilba. Zúčastnil se jeho prvního ročníku (1929), kdy na anglickém stroji Ariel 250 cm³ obsadil čtvrté místo. V roce 1932 spolu s dalšími prosadil vznik dalšího závodu na škvárovém oválu fotbalového stadionu, který byl nazván Memoriál J. K. Lobkowicze a který se jezdil do roku 1938. Od roku 1933 podporoval plochodrážního jezdce Hugo Rosáka. Koupil pro sebe a Rosáka dva závodní speciály DKW cm³. V roce 1934 zvítězil na závodech ploché dráhy v Liberci a Mariánských Lázních. V roce 1935 Hugo Rosák při 5. Zalté přílbě porazil svého učitele. V té době jim dělal mechanika Jaroslav Simadl, který měl v Pardubicích opravnu a zastoupení motocyklů Praga. V roce 1936 převzal zastoupení firmy Škoda pro osobní i nákladní vozy pro Pardubický kraj a následně založil autodílnu pro jejich garanční a servisní opravy. V březnu 1939 se oženil s Taťánou Vranešičovou, která byla jeho o sedmnáct let mladší vzdálenou příbuznou.

### Protinacistický odboj
František Hladěna se během okupace díky své profesi stal odhadcem gestapem zabavených silničních dopravních prostředků, čímž si získal jejich důvěru. Vysloužil si u nich přezdívku Schneller Franz. Na druhou stranu také získal přehled o jejich šmelinách se zabaveným zbožím. Před koncem roku 1941 se stal společně se svou ženou spolupracovníkem výsadku Silver A. Jeho prvním počinem byl převoz vysílačky, výzbroje a dalšího materiálu z Poděbradska, kde k výsadku došlo, na Pardubicko. Členy výsadku npor. Alfréda Bartoše, Josefa Valčíka a Jiřího Potůčka na nějaký čas ubytovali v zahradním altánu za autodílnou. Podle některých zdrojů došlo později k ukončení pobytu z důvodu přílišné náklonnosti Taťány Hladěnové k Alfrédu Bartošovi, jiné se o tomto důvodu nezmiňují. I nadále ale oba manželé poskytovali výsadku podporu a informace, Alfréd Bartoš měl navíc k dispozici Hladěnovu garsoniéru na dnešní Třídě Míru. Taťána mimo další pomoc společně s Hanou Krupkovou kontaktovaly Jarmilu Bočkovou a přesvědčily jí, aby pomohla výsadek napojit na Václava Morávka, fungovaly též jako spojka mezi Pardubicemi a Prahou. Dne 16. června 1942 došlo ke zradě Karla Čurdy, díky kterému se gestapo dostalo ke jménům a adresám spolupracovníků parašutistů a mimo jiné zatklo Hanu a Václava Krupkovi. V jejich bytě nalezlo i Bartošovy záznamy. Není zřejmé, co v nich přesně bylo, pravdou je, že nemohlo jít o konkrétní jména, protože k dalšímu zatýkání docházelo postupně, jak byla prolamována konspirace. František a Taťána Hladěnovi byli zatčeni 20. června 1942 ráno, převezeni na pardubickou úřadovnu gestapa a krutě vyslýcháni. Pardubičtí činovníci gestapa byli pod drobnohledem nadřízených a informace, které o nich František věděl, byly pro ně nepříjemné. František zahynul ještě během výslechu. Jeho tělo bylo nalezeno spoutané pod oknem úřadovny se zlomeninami spodiny lebeční a páteře a není úplně zřejmé, zda vyskočil sám (jak uvedlo gestapo), nebo byl vyhozen. Podle faráře Karla Výprachtického z nedalekého kostela po dopadu ještě chvíli žil, ale okolo stojící gestapáci jej nechali vykrvácet. Jeho tělo byl spáleno v místním krematoriu a jeho popel vysypán do Labe. Taťáně byla nabídnuta spolupráce, ale na rozdíl od Hany Krupkové jí nepřijala. Zastřelena byla v pardubické donucovací pracovně 2. července 1942.

## Připomínky Františka Hladěny
- V prostorách dnešního magistrátu města Pardubic a tedy i bývalé úřadovny gestapa se nachází pamětní deska Františka Hladěny upomínající na místo jeho úmrtí.[2]
- V období okolo roku 2020 vznikla v pardubické čtvrti Svítkov v bezprostřední blízkosti plochodrážního stadionu Zlaté přílby nová čtvrť rodinných domů. Po Františku Hladěnovi zde byla pojmenována jedna z ulic.[3]
- Tradice předválečného Lobkowitzova memoriálu ježděného na škvárovém atletickém okruhu fotbalového stadionu pokračovala po druhé světové válce dalšími 6 ročníky v letech 1946–1973 již pod názvem Hladěnův memoriál, než byla nastupujícím režimem zrušena. První tři ročníky se jely v letech 1946–1948. 1. ročník se jel 9. června 1946 a zvítězil v něm Ing. Hugo Rosák; 2. ročník se jel 5. června 1947 a tehdy zvítězil Jan Lucák a konečně 3. ročník se jel 6. června 1948 a opět v něm zvítězil jeho bývalý „svěřenec“ Ing. Hugo Rosák na stroji JAP 500 cm³.[4] Hugo Rosák v roce 1947 vyhrál jubilejní Zlatou přilbu Československa.[1]

## František Hladěna v kultuře
- Ve filmu Operace Silver A režiséra Jiřího Stracha z roku 2007 hraje postavu Františka Hladěny Ivan Trojan. Jeho jméno je v něm mírně upraveno na František Hladík.
- V hraném dokumentu Stříbrné requiem hraje postavu Františka Hladěny Martin Veselý.